# Boris Khlebnikov
Boris Khlebnikov (russisk: Бори́с И́горевич Хле́бников) (født 28. august 1972 i Moskva i Sovjetunionen) er en russisk filminstruktør og manuskriptforfatter.

## Filmografi
- Koktebl (Коктебель, 2003)[1][2]
- Svobodnoje plavanije (Свободное плавание, 2006)
- Korotkoje zamykanije (Korotkoje zamykanije, 2009)
- Sumassjedsjaja pomosjj (Сумасшедшая помощь, 2009)
- Aritmija (Аритми́я, 2017)